# Cecilia Freire Peñas
Cecilia Freire Peñas (17 de novembre de 1981, Madrid, Comunitat de Madrid, Espanya) és una actriu espanyola coneguda especialment per interpretar a Blanca Román en Física o química (2008-2009) i a Rita Montesinos Velvet (2014-2016).

## Biografia
De xicoteta tenia vocació d'actriu i per això va començar a estudiar interpretació als 14 anys.
Ha treballat com a actriu de cinema, teatre i televisió. En 2008 es va fer molt popular pel seu paper en l'última pel·lícula Mortadelo y Filemón. Misión: salvar la Tierra. També ha participat en pel·lícules com Sin vergüenza el 2001 i 8 citas el 2008.
En teatre, ha treballat a Londres a l'obra Cuento de invierno, mentre que a Espanya ha fet obres com La katarsis del tomatazo i Pero ¿quién mató el teatro?, a més d'haver fet els seus primers passos en curts com La habitación de los abrigos, de Nerea Madariaga.
En televisió, el 2003 va treballar a La vida de Rita de La 1, el 2006 a la sèrie de Telecinco Tirando a dar, que no va tindre massa èxit i en el qual interpretava el paper de Violeta, una noia tímida que no parla per a res de la seua vida privada amb els companys de treball. En 2007 va interpretar a Setefilla a Hospital Central a Telecinco.
Entre 2008 i 2009, va formar part de la sèrie Física o química a Antena 3 en el paper de Blanca, la professora de literatura de l'Institut Zurbarán que la va donar a conèixer al gran públic. Era una de les veteranes i amb un personatge de gran pes en les trames des de sempre, però va deixar la sèrie per a centrar-se en la seua carrera teatral, en la qual ja triomfava en l'obra Luz de gas. Blanca, el seu personatge, va deixar el Zurbarán després de ser plantada a l'altar i marxa a Nova York deixant arrere al seu enamorat Berto, a la seua amiga Irene i als seus alumnes. Va tornar al final de la 7a temporada amb motiu de la fi de la sèrie.
En 2010 protagonitza Impares premium i se suma al curtmetratge Perra i el 2011 roda un altre curt, Aunque todo vaya mal, el debut en la direcció de l'actriu Cristina Alcázar que va entrar a Física o química just després d'anar-se'n per encarnar a Marina, la nova professora de Filosofia.
El 2012 va participar en El club de la comedia a La Sexta com a monologuista.
ntre 2014 i 2016, va donar vida a Rita Montesinos en la sèrie d'època de Antena 3 Velvet. El seu personatge, Rita, és una costurera de les Galeries que al costat de les seues amigues Ana (Paula Echevarría) i Luisa (Manuela Vellés) i la seua germana Clara (Marta Hazas) són conegudes com les 'noies Velvet'. Freire participa en aquesta producció durant les quatre temporades de la sèrie. A l'octubre de 2016 es van donar a conèixer els guardonats en la 63a edició dels Premis Ondas, on Cecilia va ser premiada com millor intèrpret femenina pel seu paper de Rita Montesinos a Velvet.
En novembre de 2016 estrena la pel·lícula No culpes al karma de lo que te pasa por gilipollas, una comèdia dirigida per Maria Ripoll basada en la novel·la homònima de Laura Norton on interpreta a Inma.
Des de 2018 protagonitza la sèrie de TVE La otra mirada, on interpreta a Ángela López i comparteix repartiment amb Macarena García, Patricia López Arnáiz i Ana Wagener.
En 2019 estrena per Movistar+ la sèrie Justo antes de Cristo interpretant Valeria al costat de Julián López, César Sarachu, Priscilla Delgado, entre d'altres. Es confirma que només apareixerà en un capítol de la segona temporada de La otra mirada després de no haver pogut compatibilitzar el rodatge amb altres projectes, per tant el seu personatge deixa de ser principal. A la fi d'aqueix mateix any torna a l'univers Velvet per a interpretar de nou a Rita Montesinos per l'Especial de Navidad: Final de Velvet Colección.

## Treballs

### Cinema
| Llargmetratges i Curtmetratges | Llargmetratges i Curtmetratges                      | Llargmetratges i Curtmetratges | Llargmetratges i Curtmetratges |
| Any                            | Títol                                               | Paper                          | Notes                          |
| ------------------------------ | --------------------------------------------------- | ------------------------------ | ------------------------------ |
| 2001                           | Sin vergüenza                                       | Lara                           | -                              |
| 2005                           | La habitación de los abrigos                        | -                              | Paper principal                |
| 2008                           | Mortadelo y Filemón. Misión: Salvar la Tierra       | Corresponsal de la CNN         | Paper secundari                |
| 2008                           | 8 citas                                             | Nuria                          | Paper secundari                |
| 2011                           | Perra                                               | -                              | Paper principal                |
| 2011                           | Aunque todo vaya mal                                | Emilia                         | Paper principal                |
| 2013                           | Solsticio                                           | Helena                         | Paper principal                |
| 2013                           | Dragons High School                                 | -                              | Paper principal                |
| 2016                           | No culpes al karma de lo que te pasa por gilipollas | Inma                           | Paper principal.               |

### Televisió
| Any         | Títol                 | Personatge             | Cadena    | Dades       |
| ----------- | --------------------- | ---------------------- | --------- | ----------- |
| 2006        | Tirando a dar         | Violeta                | Telecinco | 7 episodis  |
| 2007        | Hospital Central      | Setefilla              | Telecinco | 1 episodi   |
| 2008        | Impares               | Lola                   | Antena 3  | 13 episodis |
| 2008 - 2011 | Física o química      | Blanca Román Hernández | Antena 3  | 48 episodis |
| 2010        | Impares Premium       | Lola                   | Neox      | 10 episodis |
| 2014 - 2016 | Velvet                | Rita Montesinos Martín | Antena 3  | 55 episodis |
| 2018 - 2019 | La otra mirada        | Ángela López Castaño   | TVE       | 15 episodis |
| 2019 - 2020 | Justo antes de Cristo | Valeria                | #0        | 11 episodis |
| 2019        | Velvet Colección      | Rita Montesinos Martín | #0        | 1 episodi   |

## Premis i nominacions
Premis Feroz
| Any  | Categoria                                 | Treball | Resultat |
| ---- | ----------------------------------------- | ------- | -------- |
| 2016 | Millor actriu de repartiment de televisió | Velvet  | Nominada |

Premis Ondas
| Any  | Categoria                                    | Treball | Resultat   |
| ---- | -------------------------------------------- | ------- | ---------- |
| 2016 | Millor intèrpret femenina de ficció nacional | Velvet  | Guanyadora |

Premis de la Unión de Actores
| Any  | Categoria                             | Treball | Resultat |
| ---- | ------------------------------------- | ------- | -------- |
| 2015 | Millor actriu secundària de televisió | Velvet  | Nominada |

Fotogramas de Plata
| Any  | Categoria                  | Treball | Resultat |
| ---- | -------------------------- | ------- | -------- |
| 2016 | Millor actriu de televisió | Velvet  | Nominada |
| 2014 | Millor actriu de televisió | Velvet  | Nominada |